# 二世部隊 (映画)
『二世部隊』（にせいぶたい、英：Go for Broke!）は、第二次世界大戦時に日系アメリカ人で結成された第442連隊戦闘団の活躍を描いた1951年製作のアメリカ映画である。監督脚本はロバート・ピロシュ、音楽はアルバート・コロンボがそれぞれ担当している。
主演の新任中隊長役はヴァン・ジョンソン、そのほか隊員役にレーン・ナカノ、ジョージ・ミキなどの第442連隊戦闘団の元兵士達が出演している。
本作はパブリックドメインとなっているため格安DVDとして安価に入手可能である。